# ドゥカート

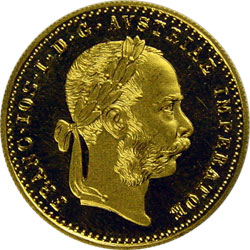
フランツ・ヨーゼフ1世の肖像が刻印された、オーストリアのドゥカート金貨。

ドゥカート（イタリア語: ducato、ハンガリー語: dukát、オランダ語: dukaat、ドイツ語: Dukat, Dukaten [duˈkaːt(ən)]、英語: ducat [ˈdʌkət]）は、中世後期から20世紀の後半頃までヨーロッパで使用された硬貨。同時期を通じて、多様な金属で作られた様々なドゥカートが存在した。ヴェネツィア共和国のドゥカート金貨は、中世のヒュペルピュロンやフローリン、または現代の英ポンドや米ドルのように国際通貨として広く受け入れられていた。

## 初期ドゥカート

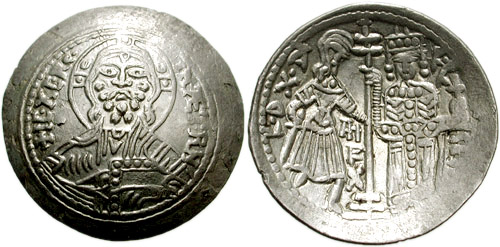
ルッジェーロ2世のドゥカート銀貨。片面には福音書を持ち、後光の差したキリスト像が描かれており、もう片面には、大きな十字架を持って向かい合うルッジェーロ2世とその息子のルッジェーロ公が描かれている。

「ドゥカート」という単語は中世ラテン語の"ducatus"（「公爵の」や「公爵領の」、または「公爵の硬貨」の意。）が語源である。
こうした硬貨が初めて発行されたのは、シチリア王ルッジェーロ2世統治下のプッリャ公国（公爵領）であったと考えられている。1140年に彼は、キリスト像と"Sit tibi, Christe, datus, quem tu regis iste ducatus"（「キリストよ、汝が統べるこの公爵領を汝に捧げん」の意。）という文句が刻印された硬貨を鋳造した。
ヴェネツィア共和国のドージェ、エンリコ・ダンドロはルッジェーロ2世の硬貨からデザインの影響を受けたドゥカート銀貨を導入した。しかし、ヴェネツィアのドゥカート金貨が次第に重要度を増した結果、「ドゥカート」という言葉はこれらの金貨のみを指す言葉となっていき、銀貨はグロッソと呼ばれるようになった。

## ヴェネツィア共和国のドゥカート金貨
1200年代のヴェネツィアの貿易は、東方から買い付けた物品をアルプス以北で販売するという形態であった。彼らはこの買い付けの際に東ローマ帝国の金貨を使用していたが、東ローマ皇帝のミカエル8世パレオロゴスが1282年のシチリアの晩祷と呼ばれる暴動を支援した結果、ヒュペルピュロンの価値は低下した。これは、繰り返されるヒュペルピュロンの価値低下の一例に過ぎず、1284年にヴェネツィア共和国大評議会は純金製の独自の硬貨を発行する事でこれに対応した。
フィレンツェ共和国とジェノヴァ共和国はどちらも1252年に金貨を発行（フィレンツェのフィオリーノ金貨と、ジェノヴァのジェノヴィーノ金貨）しており、特にフィオリーノ金貨はヨーロッパの金貨のスタンダードになっていった。ヴェネツィアは彼らのドゥカートをフィオリーノのサイズや重量に準じたものにしたが、両国の度量衡制度が異なっていた為、重量には僅かに差が有った。ヴェネツィアのドゥカートは99.47%純度の金を3.545グラム含んでいたが、これは当時の冶金技術で精製できる最高峰の純度であった。

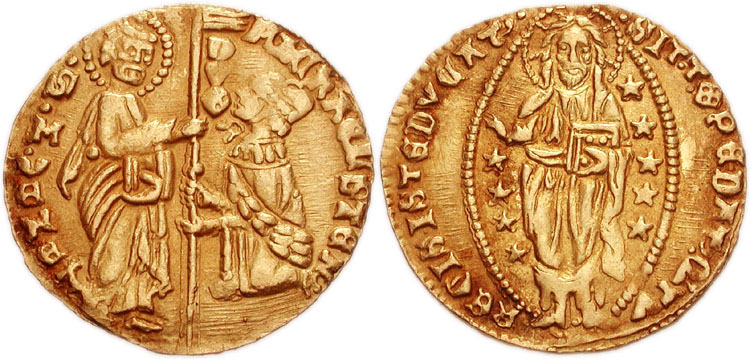
ヴェネツィアのドージェ、ミケーレ・ステーノのドゥカート金貨。表面には、ひざまずくドージェにゴンファローネを授ける聖マルコが描かれている。裏面には、星々を背景に立つキリストが楕円形の枠の中に描かれている。

ドゥカート金貨はドゥカート銀貨に、突き詰めれば東ローマの銀貨に由来する。表面には、ヴェネツィア共和国の守護聖人である聖マルコの御前でひざまずくドージェの姿が示されている。聖マルコは福音書を手にしており、ドージェにゴンファローネを授けている。左側の銘"S M VENET"は"Sanctus Marcus VENETI"（「ヴェネツィアの聖マルコ」の意。）の頭字語で、右側の銘"MICAEL STEN"はドージェの名前（ミケーレ・ステーノ）を表している。名前の隣には、彼の称号のDVXが示されている。裏面には、星々を背景に立つキリストの姿が楕円の枠内に描かれている。裏面の銘はルッジェーロ2世のドゥカートに刻印されているものと同様である。
後継のドージェ達もドゥカートの鋳造を続け、手を加えたのは表面の彼らの名前だけであった。1400年代、ドゥカートの価値は銀貨換算で124ヴェネツィアソルドと安定していた。この事からドゥカートという単語は次第に、金貨そのものだけでなく、この量の銀貨を表す言葉としても使われるようになった。しかし、1567年のイングランド王国とスペイン帝国の衝突により金の価格は騰貴し、この均衡は崩された。この時点で、ドゥカートは"ducato de zecca"（「造幣所のドゥカート」の意。）と呼ばれており、これが短縮して"zecchino"、更に転訛して"Sequin"と呼ばれるようになった。レオナルド・ロレダンは新たに2分の1ドゥカートを鋳造し、彼の次代のドージェであるアントニオ・グリマーニは更に4分の1ドゥカートや105ドゥカートなどの多様な硬貨の鋳造を行った。こうした硬貨は全て1284年の元々のドゥカートのデザインや重量を受け継いで作られていた。西洋の鋳造貨幣において鋳造時期の刻印が一般的になった後も、ヴェネツィアは1797年のナポレオン・ボナパルトへの降伏まで日付の刻印が無いドゥカートの鋳造を続けた。

### ヴェネツィア共和国のドゥカートの模造品
コムーネ・ディ・ローマの元老院が金貨を導入する際（cf.Monetazione pontificia）、フィオリーノやドゥカートは模倣する良い見本になると考えられたが、元老院の経済を握っていたフィレンツェ人たちは彼らの硬貨が模倣される事の無いように働きかけた。その結果ローマ人の硬貨は、聖ペテロの前にひざまずく元老院議員が表面に、楕円の枠内で星々を背景に立つキリストが裏面に描かれた、ヴェネツィアのドゥカートを露骨に模倣したものとなった。教皇たちは後にこうしたデザインを改めたが、1500年代まで重量やサイズが同じドゥカートを鋳造し続けた。
ヴェネツィア・ドゥカートの模倣品の殆どは、ヴェネツィアが買い付けで多くの金銭を使っていたレバントで作られた。聖ヨハネ騎士団の騎士たちは、表面に総長のデュードネ・ド・ゴゾンが聖ヨハネの前でひざまずく姿が描かれ、裏面にキリストの墓に座す天使が描かれたドゥカートを鋳造していた。しかし、彼の後の総長たちは、より正確にヴェネツィアのドゥカートを模倣する方が好都合だと考え、ロドス島やマルタ島でそうした模倣品の鋳造を行った。ジェノヴァの商人たちは更に踏み込んだ模倣をしていた。彼らはヒオス島でドゥカートの模造品を鋳造していたが、それは技術的な精巧さのみでしか本物との区別が付かない明らかな贋物であった。こうした質の低い模造品は、貨幣の純度によって高い評価を得ていたヴェネツィアにとって問題であった。ミティリーニや、ポカイア、ペラなどの都市でジェノヴァの商人たちが鋳造したドゥカートが殆ど現存していない事実からは、ヴェネツィア人がこうした模造品を発見し次第溶かして処分していた事が窺われる。

## ハンガリー王国のドゥカート

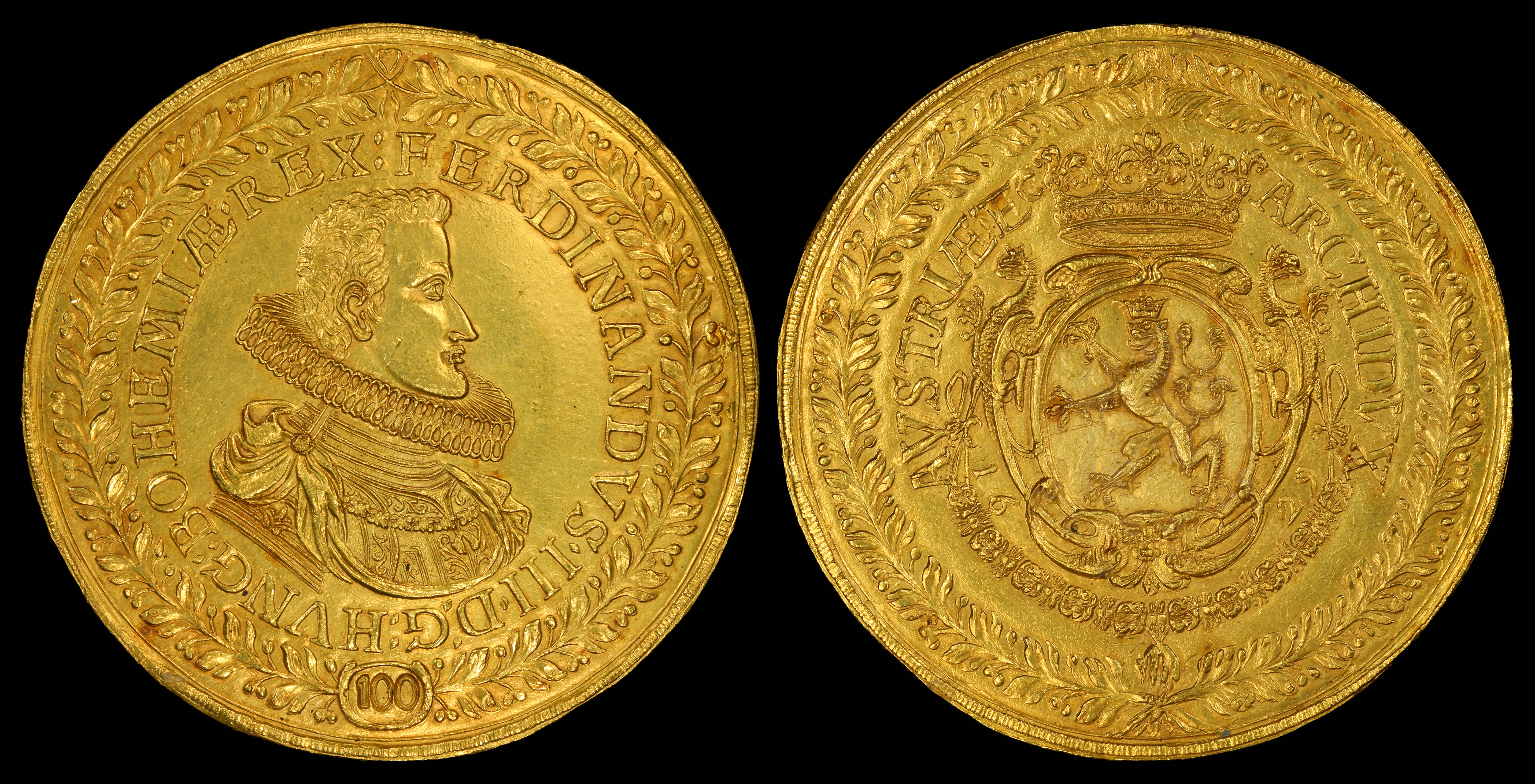
フェルディナント3世が描かれた100ハンガリードゥカート（1629年）

ヴェネツィア共和国は極めて活発な貿易国であったが、西ヨーロッパにおいては彼らは主に貿易品を販売しており（つまり、貿易品を購入して硬貨を使う機会が少ない）、一般的にこの地域ではドゥカートよりもフローリンが多く用いられていた。だが、ハンガリー国王のカーロイ1世が金貨の鋳造を始めた際、模倣したものはヴェネツィアのドゥカートであった。彼の息子のラヨシュ1世は、ドゥカート風の聖ヨハネの立ち姿を、フローリン風の聖王ラースローの立ち姿に変更した他、後にフィレンツェのユリを自身の紋章に変更したが、金の純度は維持していた。1400年代、純金で作られたフローリンをドゥカートと呼び、価値の低い模造品のフローリンをグルデンやゴールドグルデンと呼ぶ事で両者を区別していた。1524年、神聖ローマ皇帝のカール5世がヴェネツィア共和国のドゥカートを、グルデンよりも39%高い価値で帝国内の標準通貨とした際、彼はこの区別を認識していた。彼の弟で後に後継者になるフェルディナント1世は、1526年にハンガリーの王位を継承した際、このシステムをハンガリーにも持ち込んだ。これ以降、ハンガリーの金貨の中でも純度の高いものはドゥカートと呼ばれるようになる。こうした金貨は純度が高いためヨーロッパ中で受け入れられた。スコットランド大蔵卿（Lord High Treasurer of Scotland）は、国王さえ賭博にこうしたドゥカートを用いていたとの記録を残している。
ハンガリーはドゥカートの鋳造を、98.6%純度の金を3.5グラム使って続けた。ヴェネツィア・ドゥカートが一定のデザインを守り続けたのとは対照的に、ハンガリー・ドゥカートは裏面の紋章が情勢に応じてしばしば変更された。1470年、マーチャーシュ1世は裏面の紋章を聖母マリアに置き換えた。ハンガリー王国は1915年まで、即ちオーストリアの統治下でさえドゥカートの鋳造を続けた。これらは貿易用の硬貨として使用され、後年再鋳造されたものもある。

## オランダ共和国のドゥカート
オランダの反乱の結果、オランダ共和国は国内7州の通貨管理が可能となった。しかし、1583年にアンジュー公フランソワの統治が破綻し、貨幣に名前を付けるべき憲法上の統治者が不在となった。彼らは、広く受け入れられている外国の硬貨を模倣する、というこの地域の伝統に立ち戻る事となる。このケースでは、もはや用いられなくなった硬貨を模倣する事で政治的な面倒を回避した。カトリック両王が発行した金貨は、ドゥカートを模倣したものであり、オリジナルと同様にドゥカートと呼ばれた。彼らはハンガリー・ドゥカートを模倣した硬貨も発行したが、これ以降のオランダ共和国の貨幣はこの硬貨の強い影響を受けたものになる。オランダが世界規模の覇権的な貿易国家になるに応じて、これらのドゥカートの影響力も国際的になっていった。

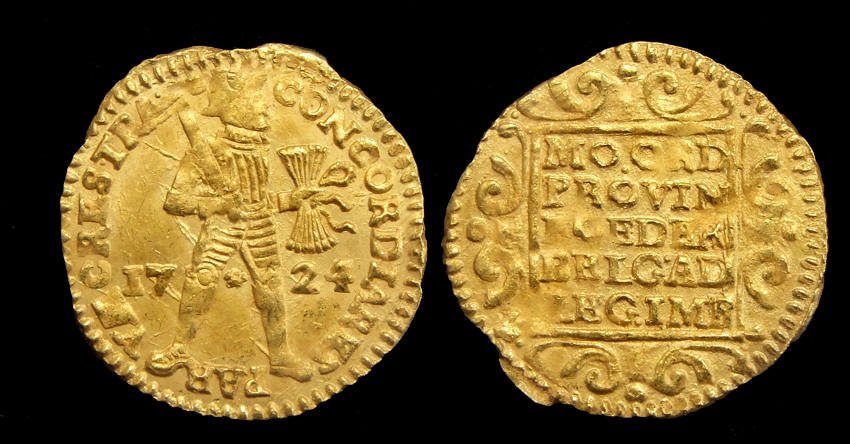
オランダ、1724年の金貨、ユトレヒト

オランダで鋳造されるハンガリー風のドゥカートは始めの内、模倣の元となったハンガリー・ドゥカートと同様に、表面に王冠と戦斧を持った聖王ラースローの立ち姿が描かれていた（但し、銘は別人の名前で刻まれていた）。裏面のデザインはマーチャーシュ1世が変更する前のハンガリー・ドゥカートに倣い、鋳造した州の紋章が描かれていた。表面のデザインは次第に、国内の7州を表す7本の矢と剣を持つ騎士の立ち姿へと変化していった。"CONCORDIA RES PAR CRES"という銘は、サッルスティウスの言葉"Concordia parvae res crescunt, discordia maximae dilabuntur"（「小さきものも調和によって成長し、偉大なるものも不和によって滅ぶ」の意。）の一部。また、硬貨を発行した州の名前も刻まれている。裏面は、"MO OR DI PROVIN FOEDER BELG AD LEG IMP"（「地域の法に則したベルギーの連邦州の金貨」の意。）。ナポレオン時代には、バタヴィア共和国とルイ・ボナパルトがこうしたデザインのドゥカートの鋳造を続けた。

## ドゥカートの普及

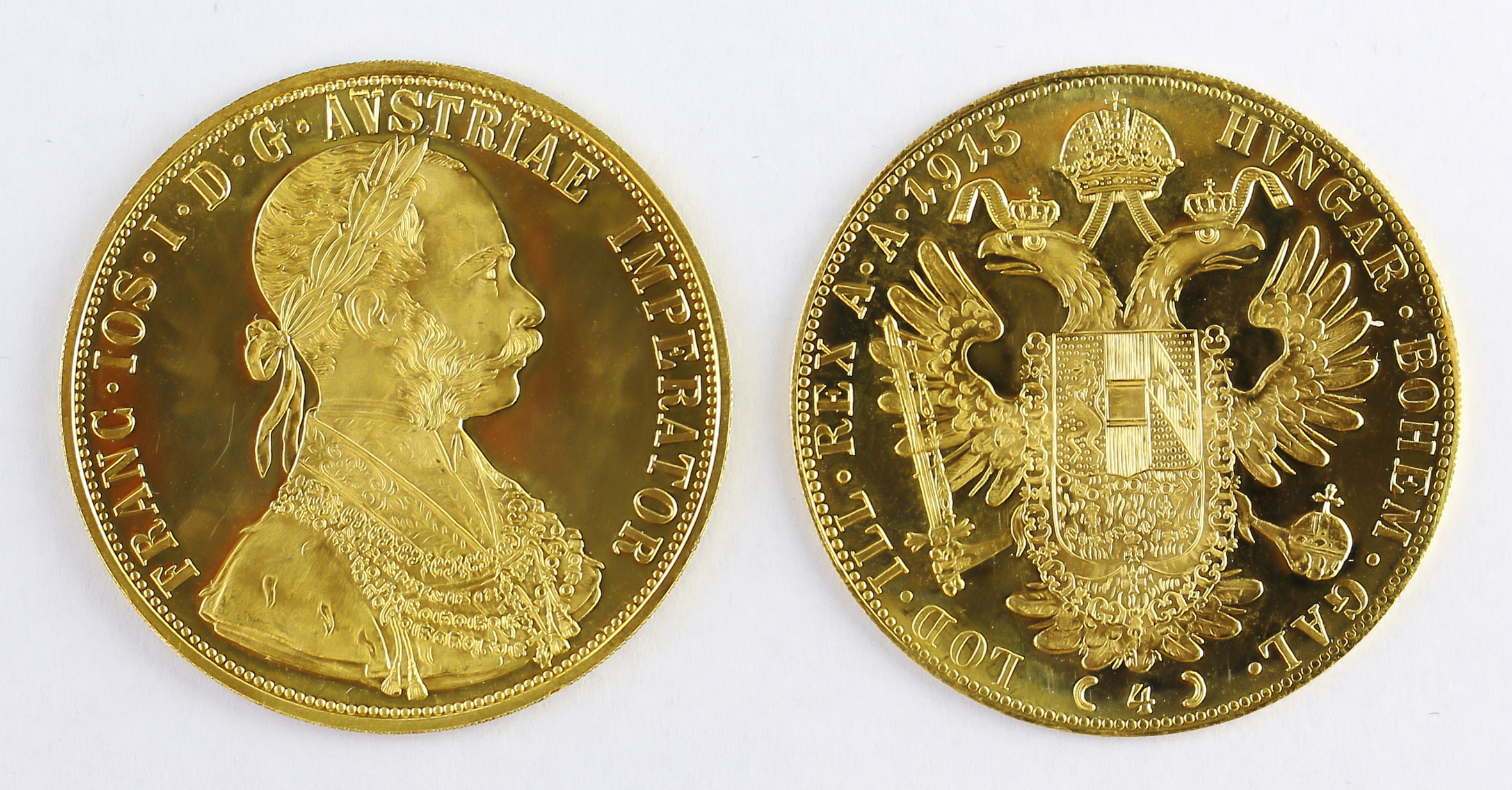
4オーストリア・ドゥカート（公式再鋳造品）

1400年代、西ヨーロッパの国際的な貿易商たちは業務で用いる通貨として、フローリンよりもドゥカートを好むようになっていった。統治者が貨幣を改める際、殆どの場合ドゥカートがモデルとして利用された。マムルーク朝のアシュラフィ、オスマン帝国のアルトゥン（altun）、カスティーリャ王国のドゥカート等がその例として挙げられる。
マクシミリアン1世の貨幣改革により、1511年にオーストリアでのドゥカート金貨の鋳造が始まった。この金貨は1857年に法定通貨としての地位を失うが、オーストリアは第一次世界大戦の影響で1915年に終了するまでドゥカートを貿易鋳貨として鋳造し続けた。また、それ以降も「1915」の銘の入ったドゥカートの再鋳造を現在に至るまで続けている。だが、スペインのアメリカ大陸植民地で豊富な銀資源が発見されると、スペインドルが国際貿易で用いられる支配的な通貨としてドゥカートに取って代わった。
1913年頃、ドゥカート金貨の価値は「9シリング4ペンスと同等、または2ドルより若干多い。ドゥカート銀貨はこの半分の価値」であるとされた。現代においても、いくつかの国の造幣局は投資用やコレクション用のドゥカートを鋳造・販売している。

## ドゥカートの一覧

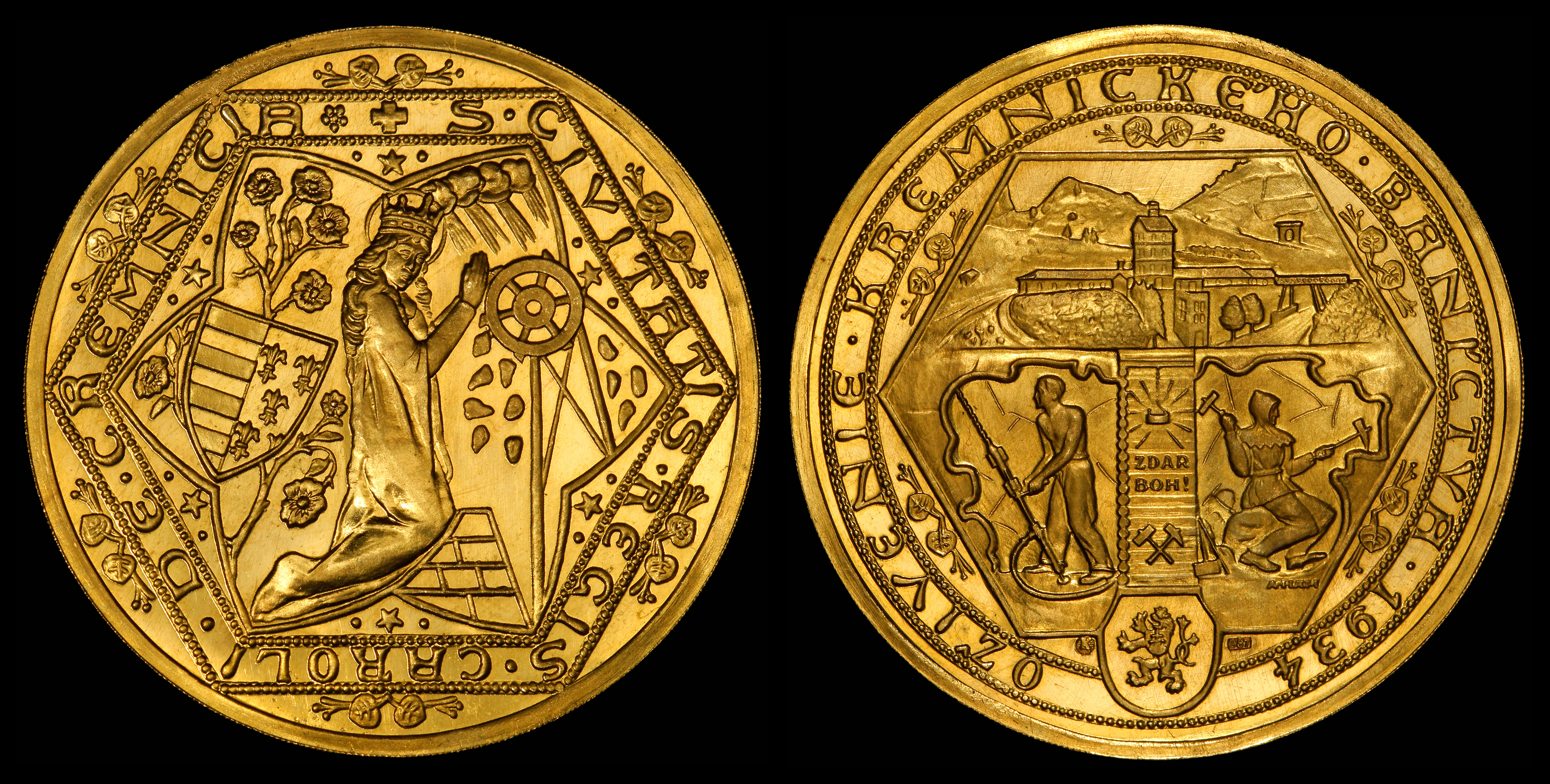
1934年にチェコスロヴァキアで発行された10ドゥカート金貨は、（平均的には）1.1063オンスの金を含んでおり、全体で34.9グラムだった。この硬貨は68枚しか鋳造されておらず、極めて珍しい。

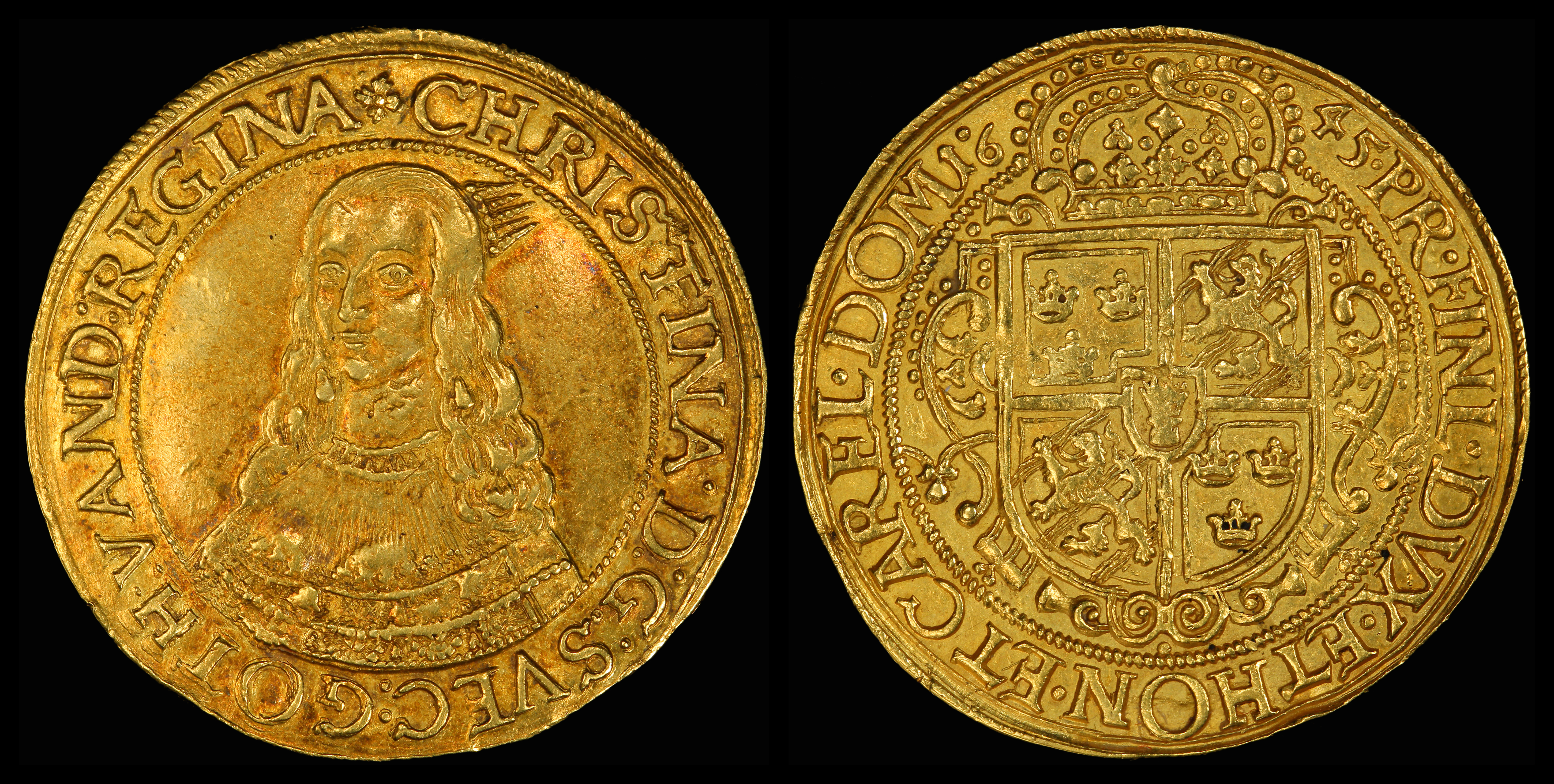
1645年にエアフルトで鋳造された10ドゥカート硬貨には、スウェーデンのクリスティーナ女王が描かれている

- オーストリア。オーストリア造幣局（英語版）は今も1ドゥカート、4ドゥカートの鋳造を続けている。
- 東ローマ帝国。東ローマはバシリコン（英語版）と呼ばれる、独自のヴェネツィアドゥカート銀貨を鋳造していた。
- クロアチア
- チェコスロバキア
- チェコ共和国は今も金のレプリカを鋳造している（1、4、40、100ドゥカート)
- デンマーク
- ドイツ と神聖ローマ帝国。多くの都市や、1871年以前の公国で鋳造されていた。
  - アウクスブルク
  - ハンブルク。多くのハンザ都市が独自のドゥカートを発行していた。
  - ザクセン
- ハンガリー。ハンガリー造幣局は2、3、4、6ドゥカート品質の記念硬貨を今も鋳造している。
- イタリア
  - ミラノ公国
  - 教皇領
  - サヴォイア公国
  - 両シチリア王国
  - ウルビーノ公国
  - ヴェネツィア共和国
  - ジェノヴァ共和国
- オランダ。1586年に始めて鋳造したのと同じ重量、組成、デザインのドゥカート金貨、ドゥカート銀貨を今も発行している。
- ポーランド (歴史的なRed złoty)
- ルーマニア
  - トランシルヴァニア
  - ワラキア
- ロシア。広く流通していたオランダのドゥカートを模造した。その他に、僅かではあるが独自デザインのものも発行した。
- スコットランド
- セルビア王国
- スペイン。フランドル、ナポリ王国、新大陸を含む全ての領土。
- スウェーデン
- スイス。統一以前には、チューリッヒドゥカートなどのドゥカートを鋳造していた。
- ユーゴスラビア王国